# Cydosia brasiliella
Cydosia brasiliella är en fjärilsart som beskrevs av Achille Guenée 1879. Cydosia brasiliella ingår i släktet Cydosia och familjen nattflyn. Inga underarter finns listade i Catalogue of Life.